# Velha Urguenche
Velha Urguenche ou Kunya-Urgench (em turcomeno: Köneürgenç; em persa: کهنه گرگانج; em russo: Кёнеургенч; romaniz.: Kionia Urgentch; em usbeque: Koʻhna Urganch) é uma cidade do noroeste do Turquemenistão, na margem esquerda do Amu Dária. No passado foi conhecida como Gurganje, Urganje e Urguenche. No Usbequistão, 170 km a sudeste da Velha Urguenche, existe uma cidade com este último nome.
Foi capital da satrapia da Corásmia do Império Aquemênida (550–330 a.C.). Nela há vários monumentos dos séculos XI ao XVI, em particular uma mesquita, as porta de um caravançarai, fortalezas, mausoléus e um minarete.